# 87ª Squadriglia aeroplani
La 87ª Squadriglia aeroplani era un reparto di volo italiano costituito nei tardi anni dieci e disciolto nei primi anni quaranta del XX secolo.
La squadriglia, operativa sia durante la prima che la seconda guerra mondiale, fu protagonista di uno degli episodi più significativi della storia dell'aviazione militare italiana, il volo su Vienna.

## Storia
La 87ª Squadriglia aeroplani, fu ufficialmente costituita il 2 febbraio 1918 sul campo di Ponte San Pietro (Bergamo), battezzata "Serenissima" in omaggio alla Repubblica di Venezia. Nel 1971 uno dei quattro distintivi di squadriglia scelti per creare lo stemma dell'Aeronautica Militare fu quello dell'87ª, nel quadrante inferiore destro compare quindi il gonfalone scarlatto del Leone di San Marco con la spada e con il libro del Vangelo di San Marco chiuso su sfondo porpora.

### Prima guerra mondiale
Nasce al comando del Capitano Alberto Masprone che dispone di altri 8 piloti tra cui i Tenenti Aldo Finzi, Antonio Locatelli e Giordano Bruno Granzarolo.
Finzi nel 1923 fu Vicecommissario all'Aeronautica nel Governo Mussolini fino al 29 agosto 1925 quando, in seguito al coinvolgimento nell'affare Giacomo Matteotti, si ritira a vita privata ed il 24 marzo 1944 viene fucilato alle Fosse Ardeatine come partigiano ebreo.
Volando su aerei SVA 5, operando inizialmente dalla base di San Pelagio (Due Carrare, provincia di Padova) nel X Gruppo (poi 10º Gruppo). 
Il 21 febbraio va all'Aeroporto di Brescia-Ghedi eccetto la 3ª Sezione, inquadrata nell'XI Gruppo ed il 5 maggio bombarda la centrale di Stenico. Per il bombardamento lo SVA disponeva di 3 attacchi per 3 bombe da 162 mm.
Il 20 maggio torna a San Pelagio ed alla fine del mese arrivano anche i Tenenti Ludovico Censi e Piero Massoni.
Il 21 maggio il Sottotenente Francesco Ferrarin e Locatelli eseguono una ricognizione a Friedrichshafen sul Lago di Costanza sede dei dirigibili Zeppelin.
Il 17 luglio 3 SVA tra cui il Sergente Gino Allegri bombardano Pola con 20 Caproni.
Dopo un colloquio alla fine di giugno con il Generale Luigi Bongiovanni, Comandante Superiore d'Aeronautica, Masprone inizia la preparazione per un volo su Vienna con 14 aerei compresa la creazione di un biposto per Gabriele D'Annunzio collaudato dal Cap. Natale Palli.
Un primo tentativo venne compiuto il 2 agosto, ma a causa della nebbia incontrata sulle Alpi ed in Pianura Padana i tredici apparecchi che vi parteciparono dovettero rinunciare all'impresa; sette velivoli riuscirono a ritornare alla base, mentre altri furono costretti ad atterrare in campi diversi e tre aerei risultarono inutilizzabili. Un ulteriore, secondo tentativo si compì l'8 agosto, ma il vento contrario sull'Isonzo mandò a monte l'impresa anche questa volta. 
Il 9 agosto, dopo che Masprone ottiene l'autorizzazione, partirono undici apparecchi per il noto Volo su Vienna. 
Il volo su Vienna, pur essendo stato militarmente inoffensivo, ebbe una vastissima eco morale, psicologica e propagandistica sia in Italia che all'estero, e compromise sensibilmente l'opinione pubblica dell'Impero asburgico.
Il 7 settembre Massoni compì un volo di circa 600 chilometri per bombardare da quota inferiore a 200 metri gli impianti ferroviari di Lienz ed il comando passa a Natale Palli. Il 24 e il 31 gli SVA bombardano Fortezza (Italia).
Il 14 settembre 7 SVA bombardano i depositi di Osoppo ed il 17 la stazione di Casarsa della Delizia.
Nel frattempo il reparto passa al IV Gruppo, il 22 ottobre bombarda le installazioni di Casarsa ed il 27 ottobre il Tenente Vincenzo Contratti venne abbattuto dall'asso Oberleutnant Ludwig Hautzmayer su Portobuffolé. 
Al 4 novembre 1918 disponeva di 8 piloti per 14 SVA; la squadriglia compì 159 voli durante la prima guerra mondiale, incluso il celebre volo su Vienna al comando del maggiore D'Annunzio.

### Periodo interbellico
Nel 1919 il 20 marzo muore Palli ed il comando passa a Granzarolo e tra le sue file volò il capitano dei Bersaglieri Rino Corso Fougier.
Al 20 aprile 1919 disponeva di 13 SVA.
Negli anni successivi l'87ª Squadriglia fece parte del 19º Stormo.
Il 20 dicembre 1925 è nel 67º Gruppo del 21º Stormo di Bologna sugli Ansaldo A.300 della Regia Aeronautica oltre agli SVA.
Dal 25 maggio 1927 passa nel XV Gruppo e dal 25 agosto 1928 nel 63º Gruppo.
Dal maggio 1929 passa sugli Ansaldo A.120 e nel settembre 1936 sugli IMAM Ro.37.

### Seconda guerra mondiale
Allo scoppio del secondo conflitto mondiale la squadriglia era di stanza all'Aeroporto di Padova con 4 Caproni Ca.311 nel 65º Gruppo del 21º Stormo Osservazione Aerea operando a supporto della 4ª Armata per l'Aviazione Ausiliaria per l'Esercito. 
Il 1º marzo 1941 è nel LXV Gruppo del 21º Stormo con una Sezione all'Aeroporto di Parma con 3 Ca.311.
Il 20 marzo successivo diventa autonoma e va all'Aeroporto di Foggia.
Sempre alle dipendenze del 21º Stormo o come reparto autonomo, l'87ª decollò da vari aeroporti dell'Italia meridionale e dell'Africa Settentrionale, per essere poi dislocata all'Aeroporto di Ponte Olivo di Gela (CL) entrando nel 20º Stormo da ricognizione.
All'inizio del 1943 i piloti compiono il passaggio sui bimotori Caproni Ca.311 e poi passarono al CA 314 trasferendosi, a luglio, nell'Aeroporto di Novi Ligure sotto il comando del 19º Stormo da ricognizione.
Il 15 agosto 1943 la Serenissima veniva sciolta definitivamente.